# Egypt na Letních olympijských hrách 2012
Egypt se účastnil Letní olympiády 2012 ve 19 sportech. Zastupovalo jej 113 sportovců (79 mužů a 34 žen).

## Medailové pozice
| Medaile | Jméno              | Sport | Disciplína                 |
| ------- | ------------------ | ----- | -------------------------- |
| Stříbro | Aláldin Abúelkásim | Šerm  | muži fleret                |
| Stříbro | Karam Gaber        | Zápas | Muži řecko-římský do 84 kg |